# Moraleja
Moraleja – miasto w Hiszpanii, w regionie Estremadura. W 2006 liczyło 7904 mieszkańców.